# Cave Story
Cave Story (洞窟物語, Dōkutsu Monogatari) est un jeu vidéo amateur de plate-formes et d'aventure (metroidvania) sorti en 2004 sur PC. Développé en 5 ans par Daisuke "Pixel" Amaya sur son temps libre, Cave Story s'inspire notamment de classiques du jeu de plate-formes 2D tels que Metroid (1986) ou Castlevania (1986), auxquels Pixel a joué durant son enfance. À la suite de son lancement initial, en téléchargement gratuit, Cave Story est progressivement devenu très populaire sur Internet. Le jeu a été applaudi par la critique pour son écriture, son ambiance et son gameplay.
Le développeur indépendant Nicalis a travaillé avec Amaya sur un portage vers le WiiWare et le DSiWare, publié en 2010. Une réédition du jeu est sorti sur Steam en novembre 2011, sur Nintendo 3DS en octobre 2012 et sur Nintendo Switch en juin 2017. Une version 3D du jeu a également été publiée sur Nintendo 3DS en novembre 2011.

## Système de jeu
Le joueur contrôle un personnage directement avec un clavier ou une manette. Le joueur progresse en explorant l'environnement et en tirant sur des ennemis. Une fois que le joueur a collecté plusieurs armes, il peut en changer en appuyant sur une touche. Tuer des ennemis peut générer des items jaunes triangulaires qui donnent des points d'expérience aux armes quand le joueur les ramasse. Les armes peuvent être améliorées jusqu'au niveau trois, mais prendre des dégâts fait perdre des points d'expérience, voire des niveaux, aux armes. Des améliorations de points de vie et de chargeur d'arme sont dispersées dans l'ensemble du jeu. Le joueur doit également interagir avec différents personnages non-joueur et objets pour finir le jeu.

## Développement

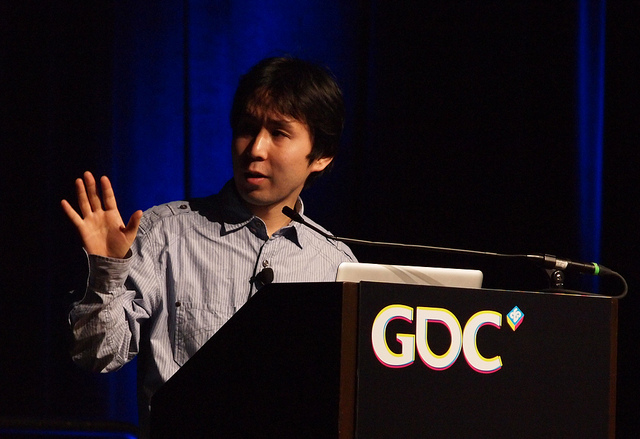
Daisuke Amaya a développé, illustré, conçu, écrit, et composé Cave Story lui-même pendant cinq ans.

Daisuke "Pixel" Amaya a développé Cave Story pendant son temps libre durant cinq ans. Il a commencé ce projet alors qu'il était à l'université et a continué à travailler dessus après avoir trouvé un emploi de développeur. Il a commencé par écrire la musique de l'écran-titre et par programmer des déplacements rudimentaires pour le personnage. L'idée de l'environnement caverneux lui est venue spontanément alors qu'il créait de nombreux espaces clos. Amaya a confié que l'absence de planification avait causé des problèmes par la suite car il n'avait ni éditeur de cartes dédié ni outil de gestion des données.
Cependant, il bénéficie de l'aide de programmeurs rencontrés sur Internet, ainsi que celle d'un ami développeur, Nao Ueda, qui l'aident à améliorer son code. Ueda a par ailleurs joué un rôle important dans la conception du jeu. En effet, après les deux premières années de développement, Amaya soumet à la critique de Ueda le système de jeu de Cave Story. Amaya souhaitait rendre le jeu plus agréable et accessible, car jusque-là, il ne s'était préoccupé que de sa vision personnelle du jeu.
Il décrit le jeu comme ayant un ressenti désuet ("old-fashioned feel"), réminiscent des jeux auxquels il jouait enfant comme Metroid,. Plus important, ce choix de conception rétro lui a permis de créer une grande quantité d'illustrations lui-même, ce qui aurait été impossible pour un jeu en 3D.
Lors du retour d'expérience d'une Game Developers Conference, il insista sur le rôle de la conception pragmatique dans le façonnement du jeu. Pour concevoir le personnage principal, Quote, Amaya s'inspira de l'apparence originale iconique de Mario, un grand visage expressif et un gros contraste entre sa peau blanche et son t-shirt rouge le font ressortir sur le fond sombre des grottes. La plupart des autres personnages comporte également soit une peau claire, soit des vêtements blancs, pour la même raison. Pour rendre les niveaux mémorables, Amaya les a conçu chacun autour d'un seul thème clair, tel que "la chaleur" pour le couloir des incubateurs ou "aride et oppressant" pour la zone des Sables. Au lieu d'un niveau didacticiel, un concept qu'Amaya rejette, le premier niveau du jeu propose au joueur 2 voies, dont l'une est bloquée jusqu'à ce que l'on récupère un objet de l'autre côté. Cette disposition, inspirée par le début de Metroid, donne aux joueurs le sentiment d'avoir résolu le problème eux-mêmes, et reste présente tout au long du jeu. Dans des versions bêta du jeu, tous les ennemis étaient rectangulaires, "en forme de savon", concept qui a évolué pour donner l'apparence définitive de Balrog,. Il existait aussi un "prince grenouille", personnage qui pouvait se déplacer plus aisément dans l'eau. Des éléments de cette bêta ont été intégrés dans la version pour Nintendo 3DS.

## Versions et portages

### Portages
La version originale de Cave Story a été porté sur les systèmes d'exploitation AROS, MorphOS, AmigaOS 4 et Mac OS X, sur le noyau Linux, sur les consoles PlayStation Portable, Xbox, Dreamcast, Sega Genesis, GP2X et GP2X Wiz, ainsi que sur calculatrice graphique TI Nspire,,. Il existe aussi une reproduction libre du moteur du jeu original, intitulée NXEngine, créée par la développeuse Caitlin Shaw avec SDL. Cela facilite grandement la modification du jeu, ainsi que la création de nouveaux portages.
Un portage amélioré, avec entre autres des modifications des illustrations et de la bande-son, et des modes de jeu supplémentaires, a été développé par Nicalis et publié sur le WiiWare en 2010. Nicalis a aussi porté le jeu sur DSiWare, sans la mise à jour graphique mais en incluant les modes de jeu bonus,,,,,. Cette version a également été publiée sur Nintendo 3DS via le Nintendo eShop (indépendamment du remake Cave Story 3D) le 4 octobre 2012 aux Etats-Unis et le 1er mai 2014 en Europe,.

### Cave Story+

Logo de Cave Story+

Une version PC améliorée, intitulée Cave Story+ et développée par Nicalis, est sortie sur Steam le 22 novembre 2011.
Cave Story+ inclut un script alternatif, différent de la traduction anglaise originale. Cette version contient tous les modes de jeu additionnels de la version WiiWare, une bande-son remasterisée, ainsi que la possibilité de choisir le style graphique parmi les versions classique, WiiWare ou 3DS. Cette version a été incluse comme bonus dans le Humble Indie Bundle 4 en décembre 2011,Humble Bundle 7 en décembre 2012, et fut publiée sur Desura en avril 2012.
Cave Story+ est également sorti sur Nintendo Switch le 20 juin 2017. Cette version du jeu est vendue avec un manuel en couleur et un Mini CD contenant des arrangements de la bande-son du jeu réalisés avec FamiTracker, un tracker reproduisant les synthétiseurs de la NES.

### Cave Story 3D

Logo de Cave Story 3D

Cave Story 3D est une version 3D du jeu développée par Nicalis et éditée par NIS sur Nintendo 3DS, sortie en novembre 2011 en Amérique du Nord et en Europe, et en juillet 2012 au Japon. Le jeu a été totalement reconstruit, avec des personnages modélisés en 3D, un système de caméra dynamique, un nouveau niveau supplémentaire, et une bande-son réécrite par Danny Baranowsky,. La version japonaise inclut du contenu originaire d'autres franchises de jeux, comme Crazy Climber, Ikki, and Dragon Slayer. Afin de consacrer plus de temps pour parfaire le titre, Amaya démissionna de son emploi de développeur pour devenir directeur de Cave Story 3D.

## Accueil
Dans une liste établie le 19 juillet 2011, IGN classe Cave Story huitième meilleur jeu de la plate-forme WiiWare.